# Michiel Schapers
Michiel Schapers, né le 11 octobre 1959 à Rotterdam, est un ancien joueur de tennis professionnel néerlandais.
Passé pro en 1982, ce spécialiste des surfaces rapides (car doté d'un grand service grâce à sa haute taille : 2,01 m) n'a pas remporté de titres en simple mais en a gagné 3 en double. Il fut quart de finaliste à l'Open d'Australie et aux Jeux olympiques de Séoul en 1988.
Il a obtenu son meilleur classement en simple (25e) le 25 avril 1988.

## Palmarès

### Finales en simple messieurs
| No | Date       | Nom et lieu du tournoi                             | Catégorie    | Dotation  | Surface         | Vainqueur         | Score         |          |
| -- | ---------- | -------------------------------------------------- | ------------ | --------- | --------------- | ----------------- | ------------- | -------- |
| 1  | 05-01-1987 | Benson and Hedges Open, Auckland                   |              | 89 400 $  | Dur (ext.)      | Miloslav Mečíř    | 6-2, 6-3, 6-4 |          |
| 2  | 22-02-1988 | Open de Lorraine, Metz                             |              | 93 400 $  | Moquette (int.) | Jonas Svensson    | 6-2, 6-4      | Parcours |
| 3  | 27-02-1989 | Open de Lorraine, Nancy                            |              | 100 000 $ | Dur (int.)      | Guy Forget        | 6-3, 7-6      |          |
| 4  | 10-06-1991 | Continental Grass Court Championships, Bois-le-Duc | World Series | 225 000 $ | Gazon (ext.)    | Christian Saceanu | 6-1, 3-6, 7-5 |          |

### Titres en double messieurs
| No | Date       | Nom et lieu du tournoi                       | Catégorie    | Dotation  | Surface    | Partenaire      | Finalistes                    | Score         |  |
| -- | ---------- | -------------------------------------------- | ------------ | --------- | ---------- | --------------- | ----------------------------- | ------------- |  |
| 1  | 21-10-1985 | Tournoi de tennis de Cologne Cologne         |              | 80 000 $  | Dur (int.) | Alex Antonitsch | Jan Gunnarsson Peter Lundgren | 6-4, 7-5      |  |
| 2  | 12-10-1987 | Grand Prix de Toulouse Toulouse              |              | 175 000 $ | Dur (int.) | Wojtek Fibak    | Kelly Jones Patrik Kühnen     | 6-2, 6-4      |  |
| 3  | 07-10-1991 | Riklis Israel Tennis Center Classic Tel Aviv | World Series | 125 000 $ | Dur (ext.) | David Rikl      | Javier Frana Leonardo Lavalle | 6-2, 6-7, 6-3 |  |

### Finales en double messieurs
| No | Date       | Nom et lieu du tournoi                            | Catégorie           | Dotation  | Surface         | Vainqueurs                     | Partenaire         | Score         |          |
| -- | ---------- | ------------------------------------------------- | ------------------- | --------- | --------------- | ------------------------------ | ------------------ | ------------- | -------- |
| 1  | 22-04-1985 | Tournoi de tennis de Marbella Marbella            |                     | 100 000 $ | Terre (ext.)    | Andrés Gómez Cássio Motta      | Loïc Courteau      | 6-1, 6-1      |          |
| 2  | 10-03-1986 | Open de Lorraine Metz                             |                     | 85 000 $  | Moquette (int.) | Wojtek Fibak Guy Forget        | Francisco González | 2-6, 6-2, 6-4 | Parcours |
| 3  | 01-01-1990 | Australian Men's Hardcourt Championships Adélaïde | World Series        | 125 000 $ | Dur (ext.)      | Andrew Castle Nduka Odizor     | Alexander Mronz    | 7-6, 6-2      |          |
| 4  | 01-10-1990 | Grand Prix de Toulouse Toulouse                   | World Series        | 260 000 $ | Dur (int.)      | Neil Broad Gary Muller         | Michael Mortensen  | 7-6, 6-4      |          |
| 5  | 11-02-1991 | Donnay Indoor Championship Bruxelles              | Championship Series | 465 000 $ | Moquette (int.) | Todd Woodbridge Mark Woodforde | Libor Pimek        | 6-3, 6-0      |          |
| 6  | 30-12-1991 | BP Nationals Wellington                           | World Series        | 157 500 $ | Dur (ext.)      | Jared Palmer Jonathan Stark    | Daniel Vacek       | 6-3, 6-3      |          |

### Finale en double mixte
| No | Date       | Nom et lieu du tournoi | Catégorie | Dotation    | Surface      | Vainqueurs               | Partenaire     | Score    |          |
| -- | ---------- | ---------------------- | --------- | ----------- | ------------ | ------------------------ | -------------- | -------- | -------- |
| 1  | 23-05-1988 | Roland-Garros Paris    | G. Chelem | 1 488 000 $ | Terre (ext.) | Lori McNeil Jorge Lozano | Brenda Schultz | 7-5, 6-2 | Parcours |